# Delatyn
Delatyn (ukr. Делятин) – osiedle typu miejskiego na Ukrainie, w obwodzie iwanofrankiwskim, w rejonie nadwórniańskim, do 1945 miasto w Polsce, w województwie stanisławowskim, w powiecie nadwórniańskim.
W granicach Delatyna znajduje się dawniej samodzielna wieś Łuh.

## Walory uzdrowiskowe
Delatyn leży niedaleko Nadwórnej, nad Prutem, u wschodniego przedproża pasma Gorganów. Klimat ma bardzo łagodny, z małą ilością opadów i dużym nasłonecznieniem. W początkach XX wieku był popularną miejscowością uzdrowiskową. Lekarz uzdrowiska, Aleksander Harasowski, wydał w 1910 broszurę o warunkach balneologicznych Delatyna.

## Historia
Prywatna wieś szlachecka prawa wołoskiego, położona była w ziemi halickiej województwa ruskiego.
W okresie międzywojennym miasto znajdowało się w powiecie nadwórniańskim, w województwie stanisławowskim w Polsce. W 1921 roku w mieście mieszkało 3513 Rusinów, 1576 Żydów i 875 Polaków. Do 17 września 1939 garnizon macierzysty Batalionu KOP „Delatyn”. Od września 1939 do 1941 miasto znalazło się pod okupacją sowiecką, a później od 1941 do 1944 pod okupacją niemiecką.
Podczas wojny ukraińscy nacjonaliści zabili 18 polskich mieszkańców. Od jesieni 1941 do jesieni 1942 Niemcy dokonali eksterminacji ludności żydowskiej w liczbie ponad 2 tysiące. W kilku egzekucjach w lesie Wilchowiec zabito od 1718 do 1950 osób, pozostałych deportowano do Stanisławowa i Lwowa. Ukrywający się w lasach Żydzi dołączyli w lipcu-sierpniu 1943 do rajdującego w okolicy partyzanckiego zgrupowania Sydora Kowpaka.
Ponownie zajęty przez wojska radzieckie 26 lipca 1944, rok później przekazany Ukraińskiej SRR. W końcu września 1944 w okolicach Delatyna toczyły się ciężkie walki z wojskami niemieckimi.
Rosyjskie siły zbrojne twierdziły, że 19 marca 2022 r. podczas wojny rosyjsko-ukraińskiej po raz pierwszy w historii użyły w walce hipersonicznych pocisków rakietowych Ch-47M2 Kindżał do wycelowania w magazyn wojskowy w Delatynie.

Archiwalne widoki Delatyna
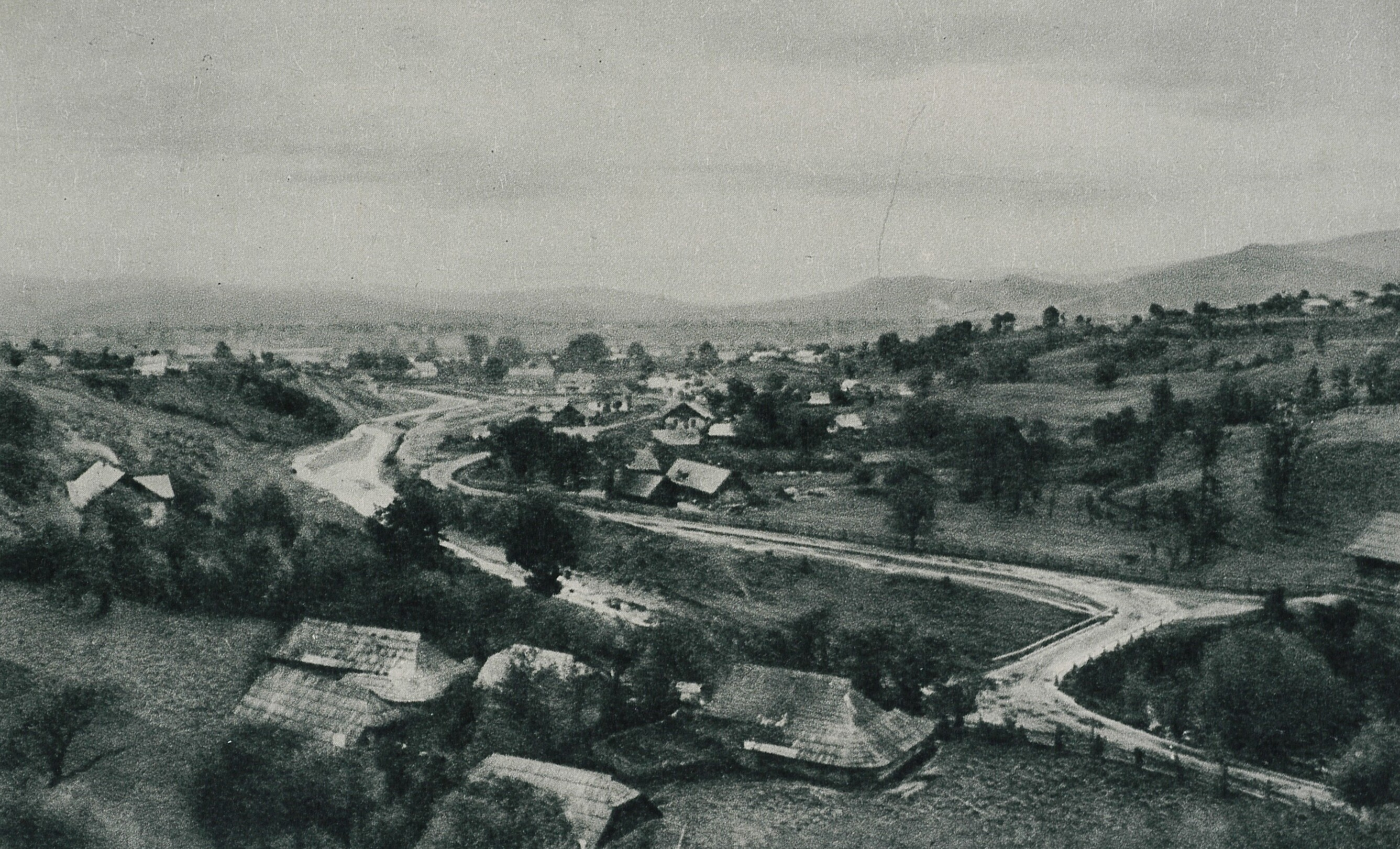
Widok ogólny, około 1930
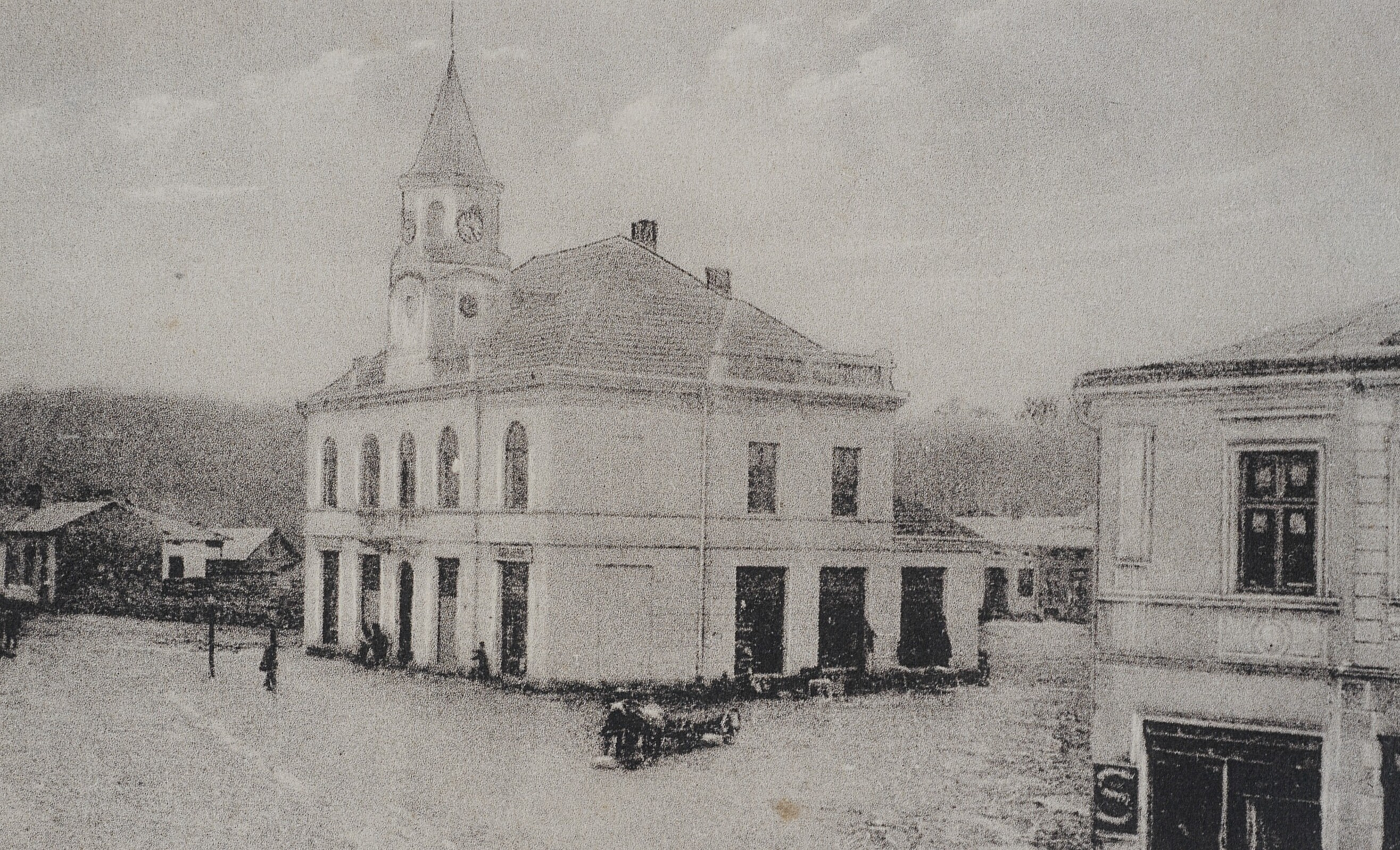
Ratusz, 1927
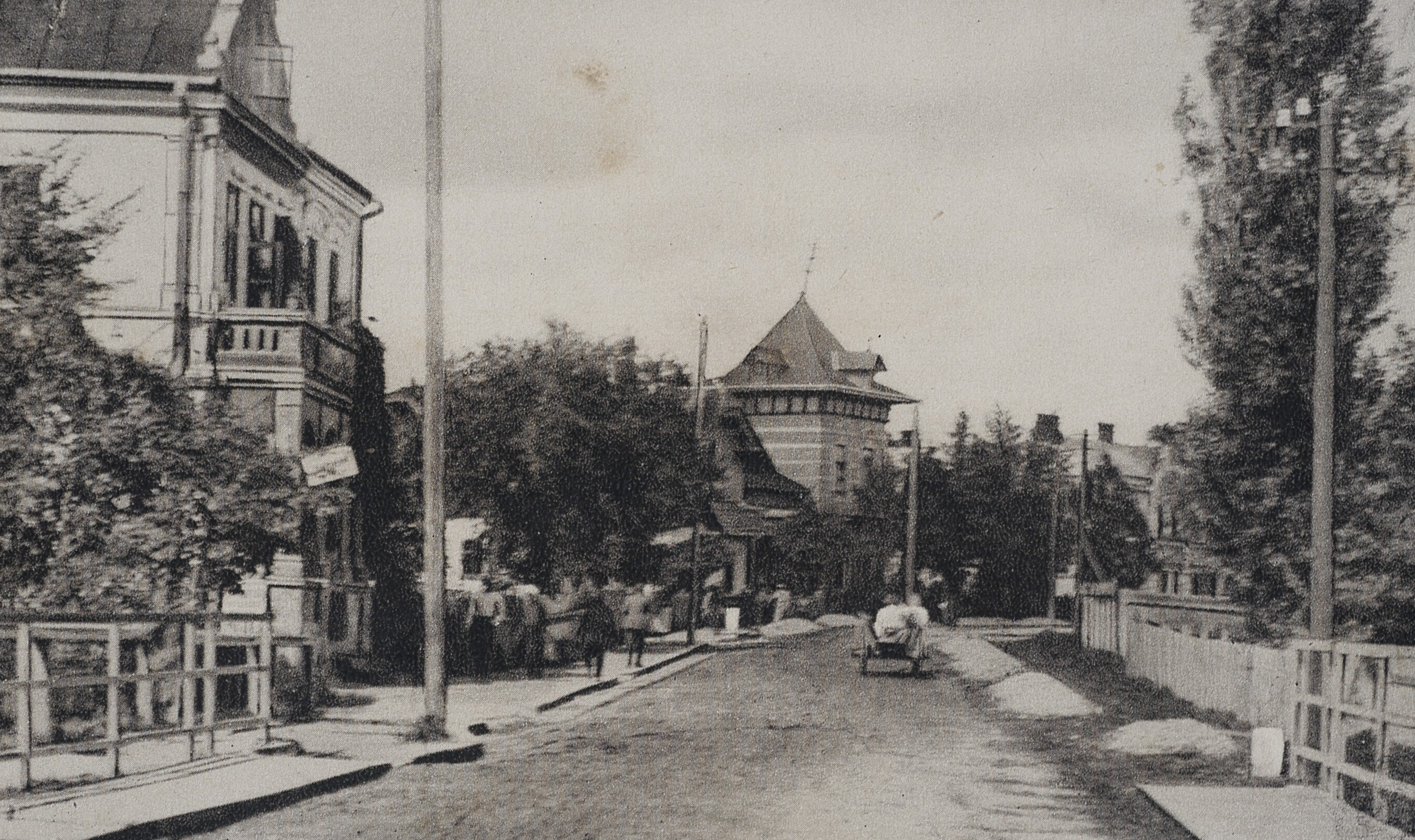
Główna ulica, 1939
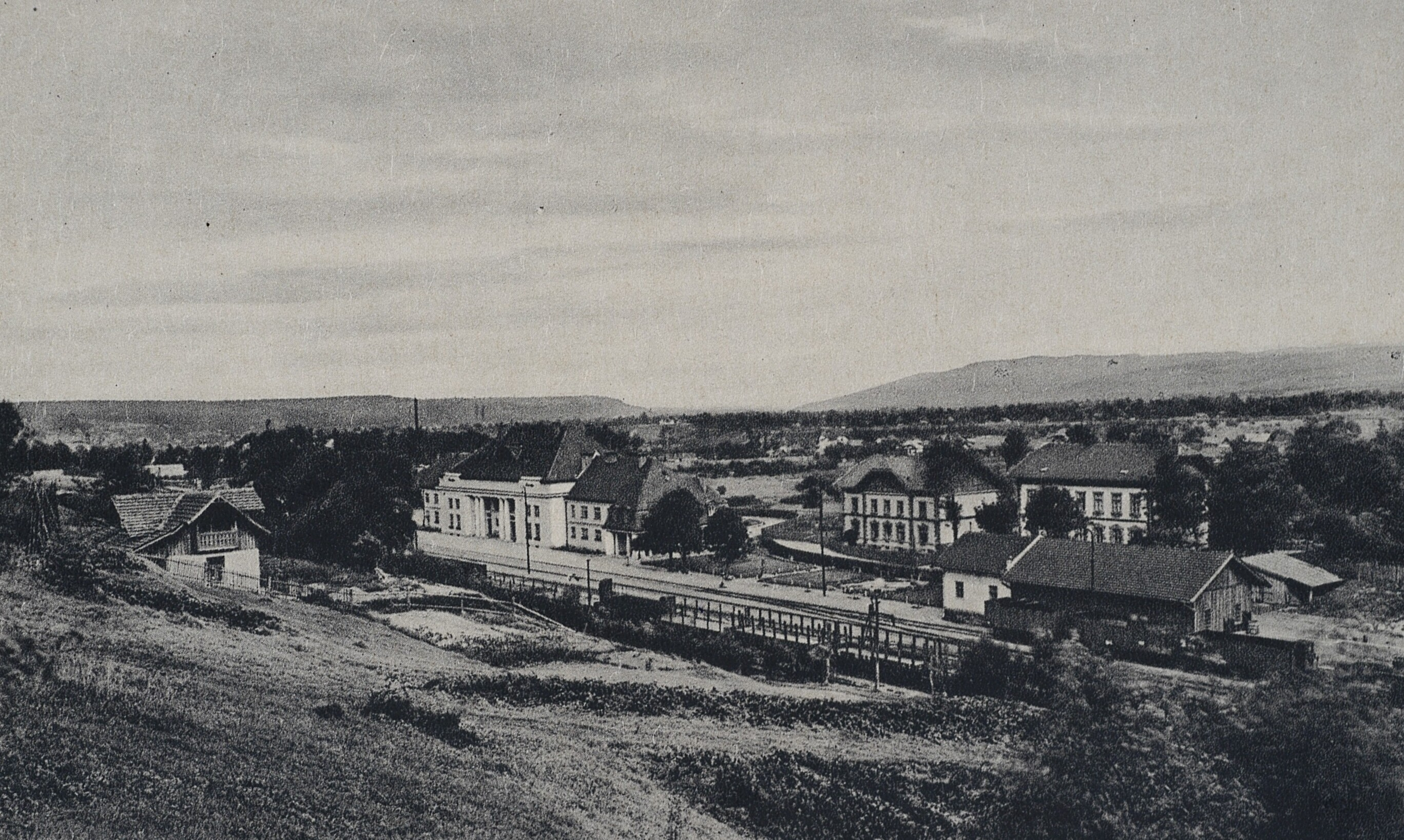
Dworzec kolejowy, około 1930
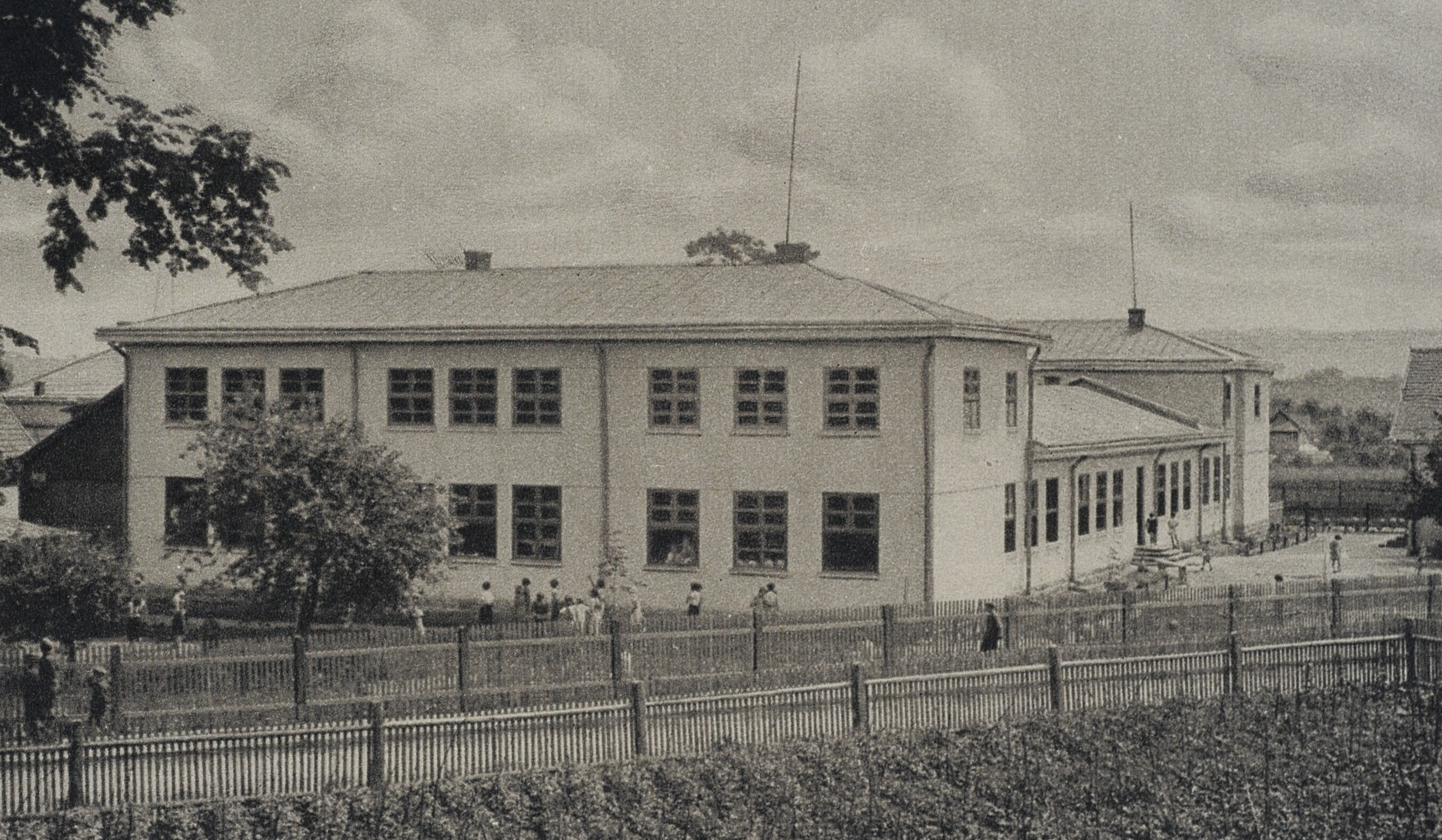
Szkoła powszechna, przed 1939
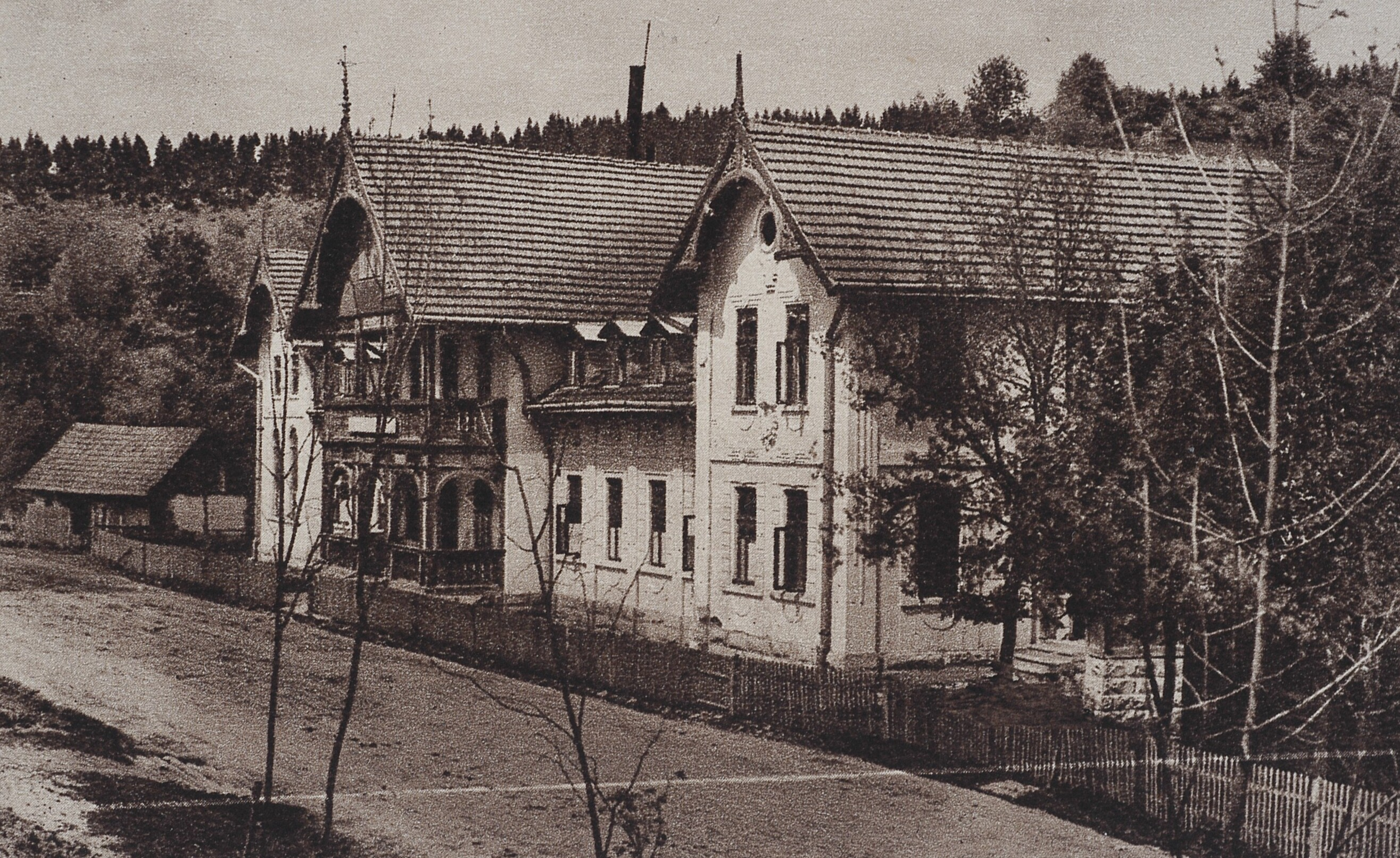
Zakład kąpielowy, 1929
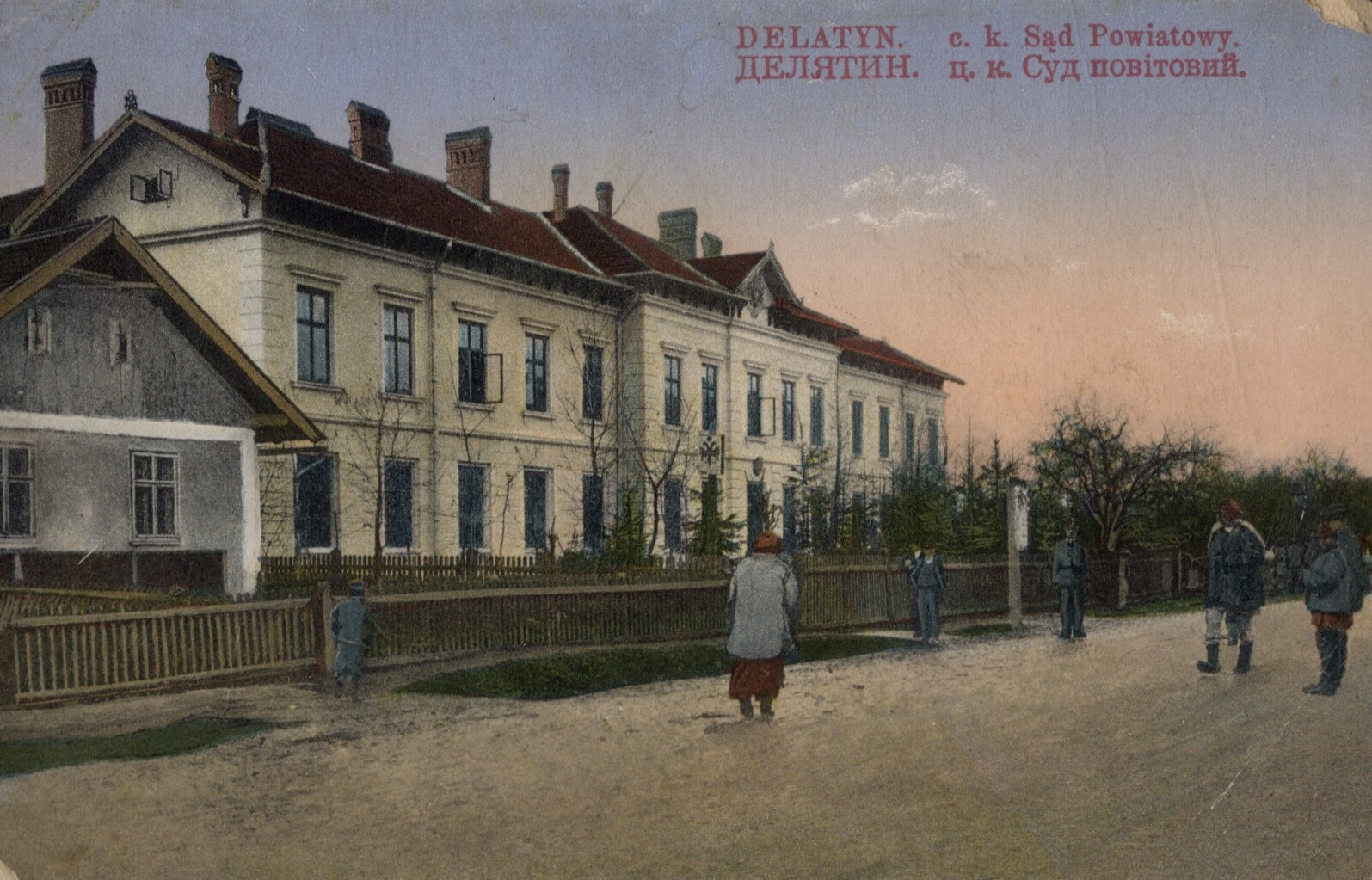
Sąd powiatowy
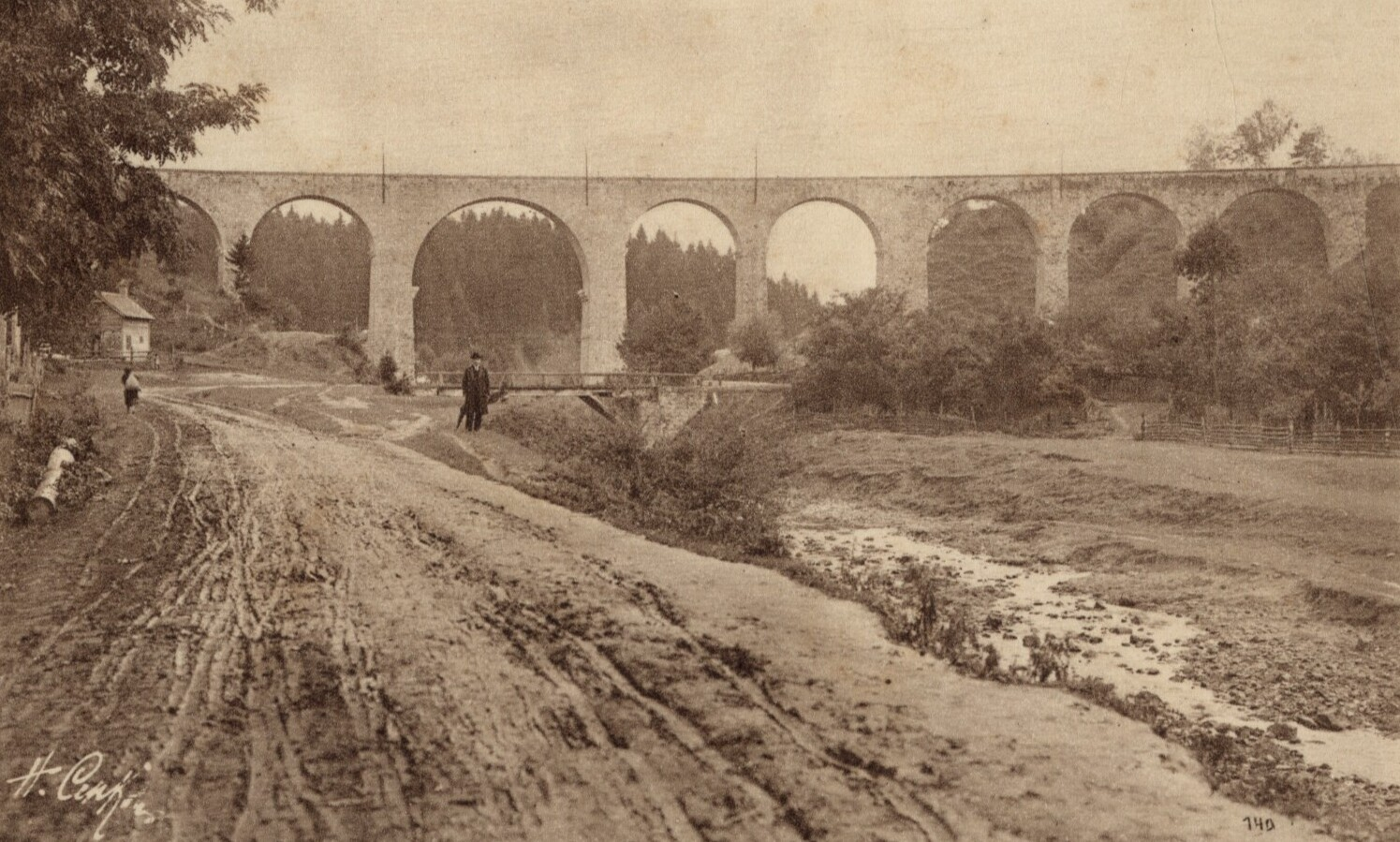
Wiadukt na Lubiżnej

## Zabytki
- zamek[12]

## Osoby urodzone w Delatynie
- Adold Marian Gałacki – porucznik piechoty Wojska Polskiego, „cichociemny”.
- Tadeusz Gieruszyński – polski dendrolog,
- Adam Harasowski – polski kompozytor, pianista, znawca twórczości Fryderyka Chopina, inżynier mechanik,
- Jan Łopuszniak – polski aktor teatralny i filmowy,
- Fryderyk Pautsch – polski malarz reprezentujący nurt folklorystyczno-ekspresjonistyczny w sztuce Młodej Polski,
- Józef Rybak – polski dowódca wojskowy, generał dywizji Wojska Polskiego II RP.